# Examen extemporané

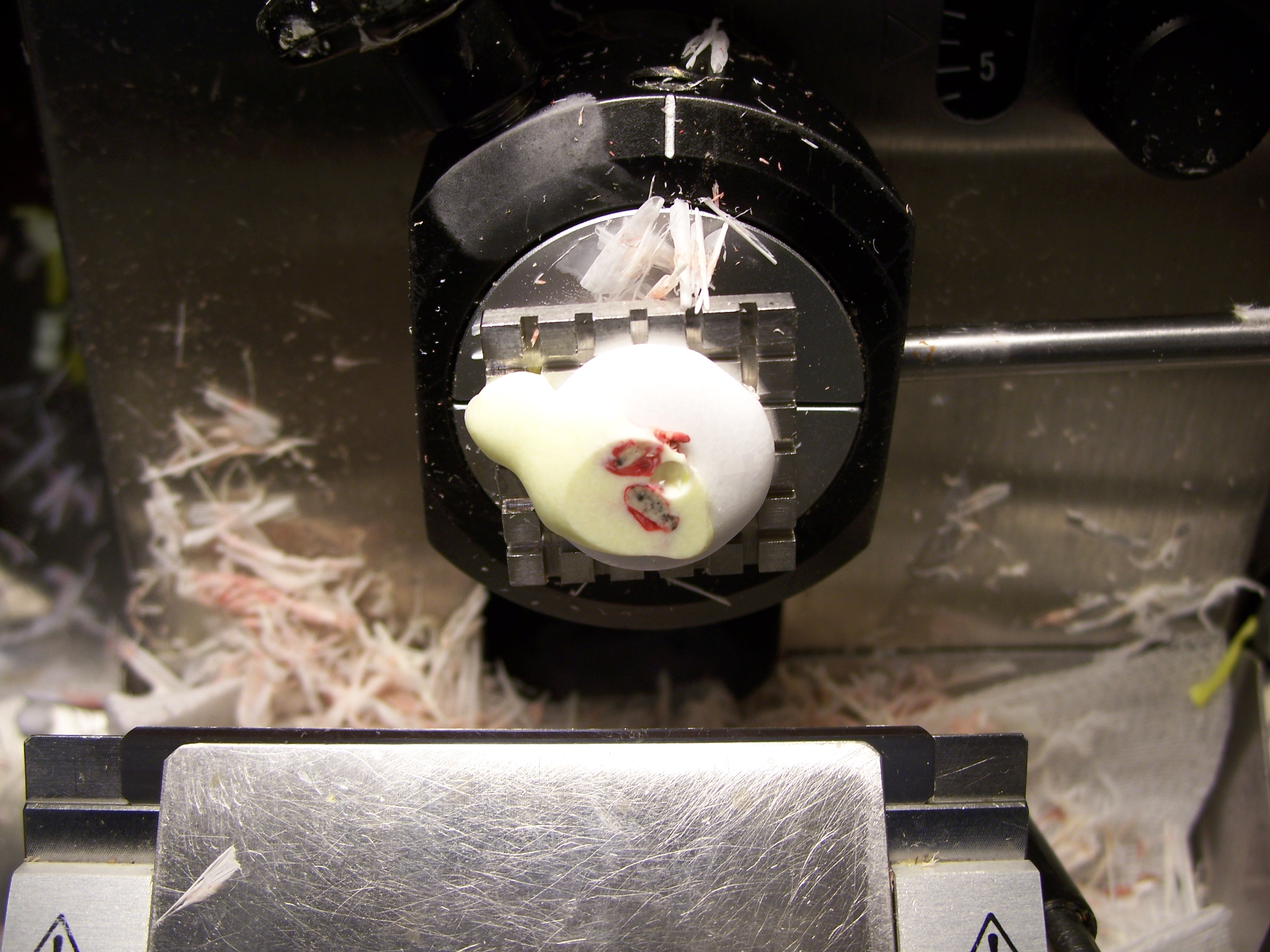
Tissu recouvert d'un composé durcissant au froid, monté sur un mandrin dans un cryostat et prêt pour la coupe.

L'examen extemporané est une procédure en anatomopathologie utilisée pour effectuer une analyse microscopique rapide d'un échantillon. Son utilisation principale relève le plus souvent de la chirurgie oncologique. Le prélèvement chirurgical est examiné macroscopiquement, puis un prélèvement d'intérêt est congelé et coupé en de fines lamelles avec un appareil appelé un microtome à congélation (microtome intégré dans un cryostat), et coloré pour finalement donner des lames histologiques analysables.
La qualité des lames produites par coupe congelée est inférieure à la qualité des lames standard, c'est-à-dire après inclusion en paraffine. Bien qu'utile dans de nombreux cas pour une orientation diagnostique précoce, cette technique n'est pas vouée à rendre un diagnostic définitif, et devra toujours être vérifiée a posteriori par examen standard.
L'examen extemporané est sous la responsabilité du médecin pathologiste, et ne comprend pas seulement l'examen histologique rapide rendu possible par la congélation, mais également l'examen macroscopique préalable. C'est examen macroscopique de la pièce opératoire est indispensable pour décrire la pièce et sélectionner les zones d'intérêt à analyser. Dans de rares cas l'examen extemporané repose sur l'analyse cytologique de prélèvements (cytoponctions, appositions, liquides biologiques...).
Le compte-rendu du pathologiste se limite souvent à un diagnostic « bénin » ou « malin », et il le communique au chirurgien par téléphone pendant l'opération. Lorsque le chirurgien opère sur une tumeur maligne précédemment confirmée, l'objectif principal du pathologiste est d'informer le chirurgien si la marge de résection est exempte de cancer résiduel ou si un cancer résiduel est présent au niveau de la marge de résection.

## Histoire
L'examen extemporané tel qu'il est pratiqué aujourd'hui dans les laboratoires d'anatomopathologie est basée sur les travaux du Dr Louis B. Wilson en 1905. Wilson a développé la technique à partir de travaux antérieurs à la demande du Dr William Mayo, chirurgien et l'un des fondateurs de la clinique Mayo  Des travaux antérieurs du Dr Thomas S. Cullen de l'hôpital Johns Hopkins de Baltimore impliquaient également une coupe congelée, mais seulement après fixation au formol. Par conséquent, Wilson est généralement reconnu comme le véritable pionnier de la technique (Gal & Cagle, 2005).

## Procédure
La première partie de l'examen extemporané consiste à décrire la pièce opératoire, et sélectionner une zone d'intérêt à partir de laquelle les lames histologiques seront faites. Parfois des zones de la pièces seront colorés pour se repérer lors de l'examen microscopique.
L'instrument clé de la cryosection est le cryostat équipé d'un microtome. Le microtome est capable de trancher des coupes aussi fines que 1 micromètre, en routine la coupe est de à 5 à 10 micromètres. L'échantillon chirurgical est placé sur un disque  métallique qui est ensuite fixé dans un mandrin et congelé rapidement à environ -20 à −30 °C. L'échantillon est placé dans un gel d'inclusion, qui se compose de polyéthylène glycol et d'alcool polyvinylique qui lorsqu'il est congelé, il a la même densité que le tissu congelé. À cette température, la plupart des tissus deviennent durs comme pierre. Habituellement, une température plus basse est requise pour les tissus riches en graisses ou en lipides. Par la suite, le tout est coupé au microtome une fois congelé, la ou les lamelles sont recueillis sur une lame de verre et sont colorés (généralement avec de l'hématoxyline et de l'éosine, la coloration H&E ). Cette procédure est beaucoup plus rapide que celle traditionnellement utilisée en histologie (environ 10 minutes contre 16 heures). Cependant, les coupes souffrent d'un manque de qualité.

Étapes de la coupe au microtome à congélation:

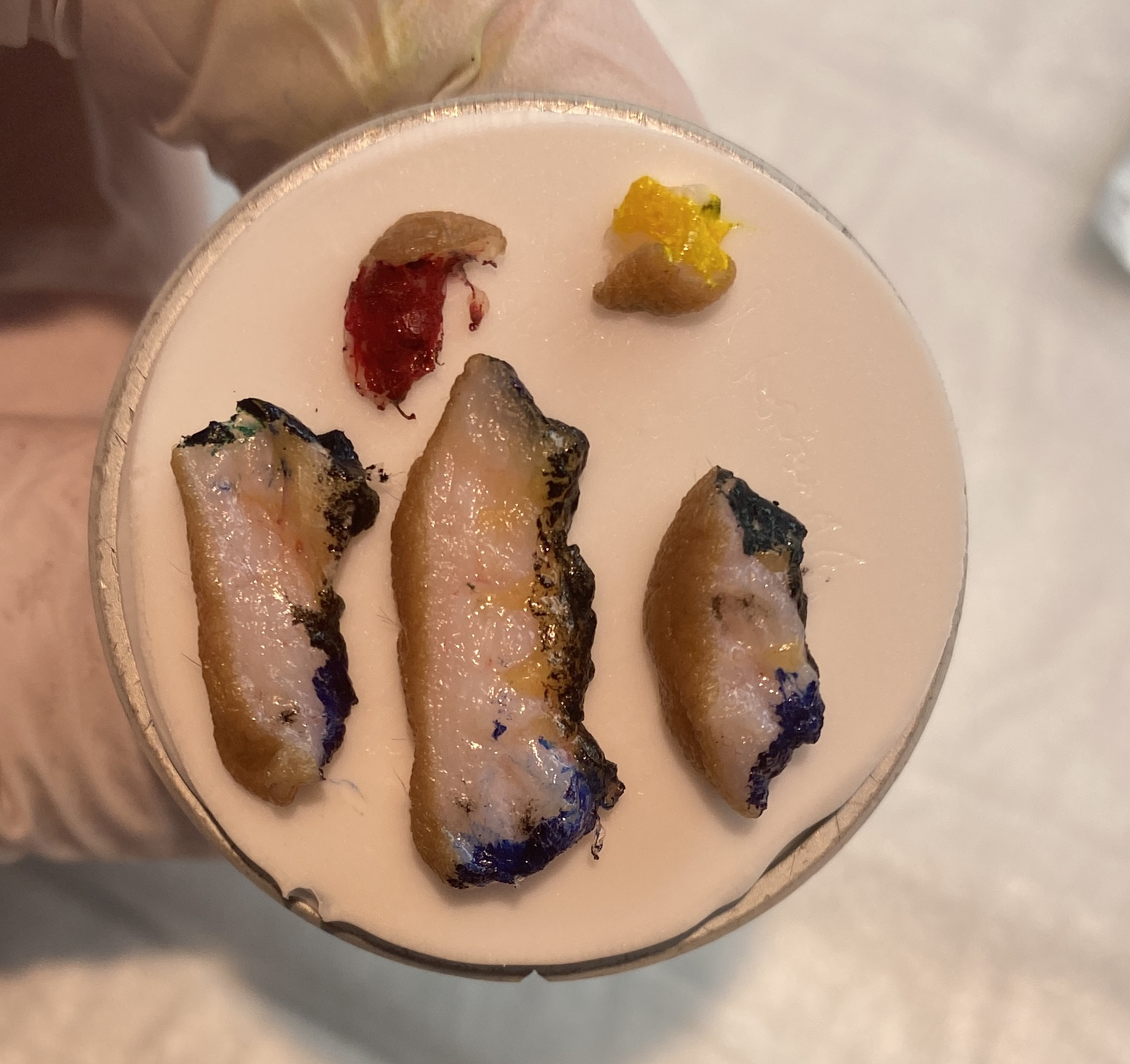
Poser les tissus à congeler sur le mandrin
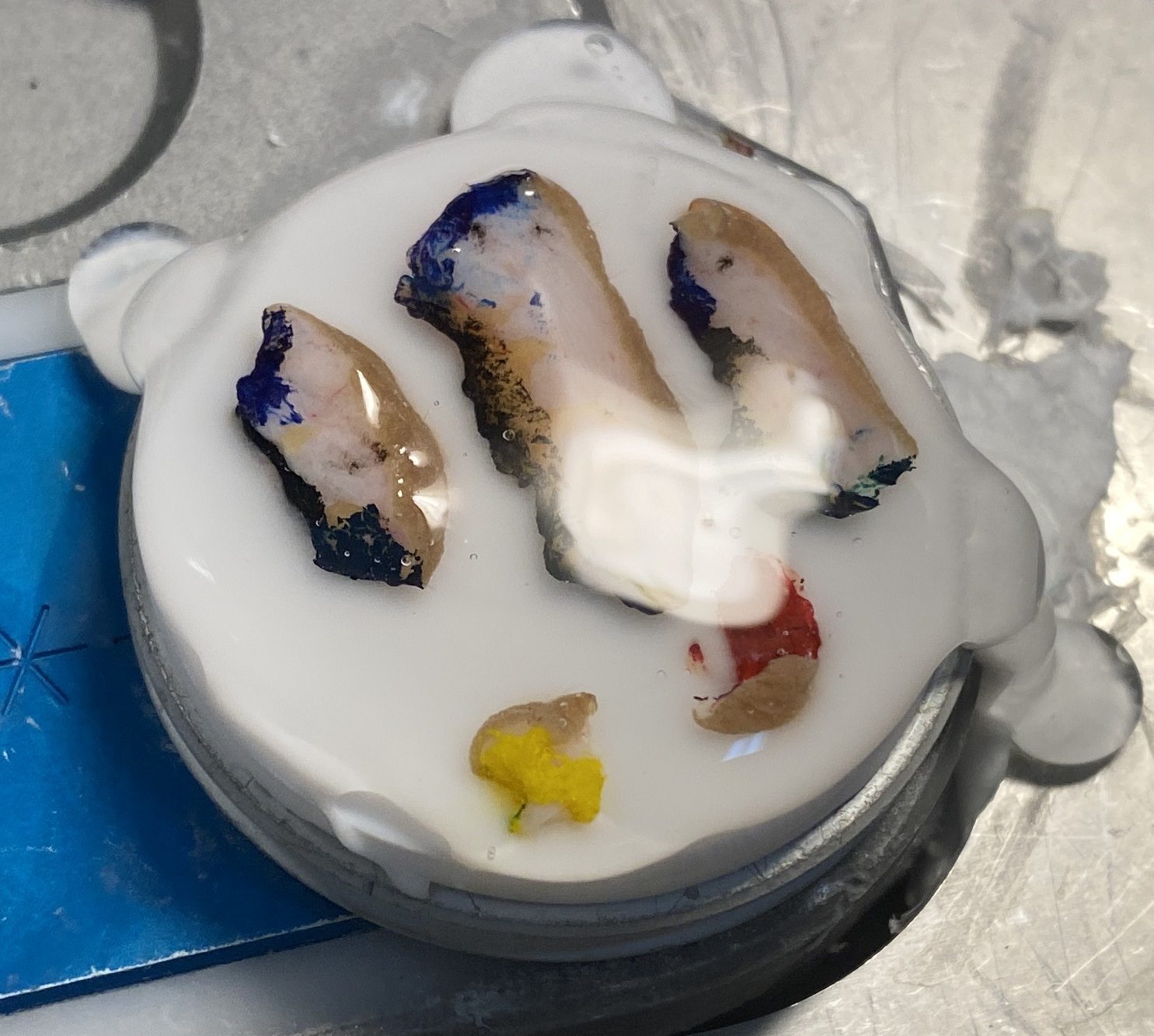
Couvrir le tout avec du gel de congélation
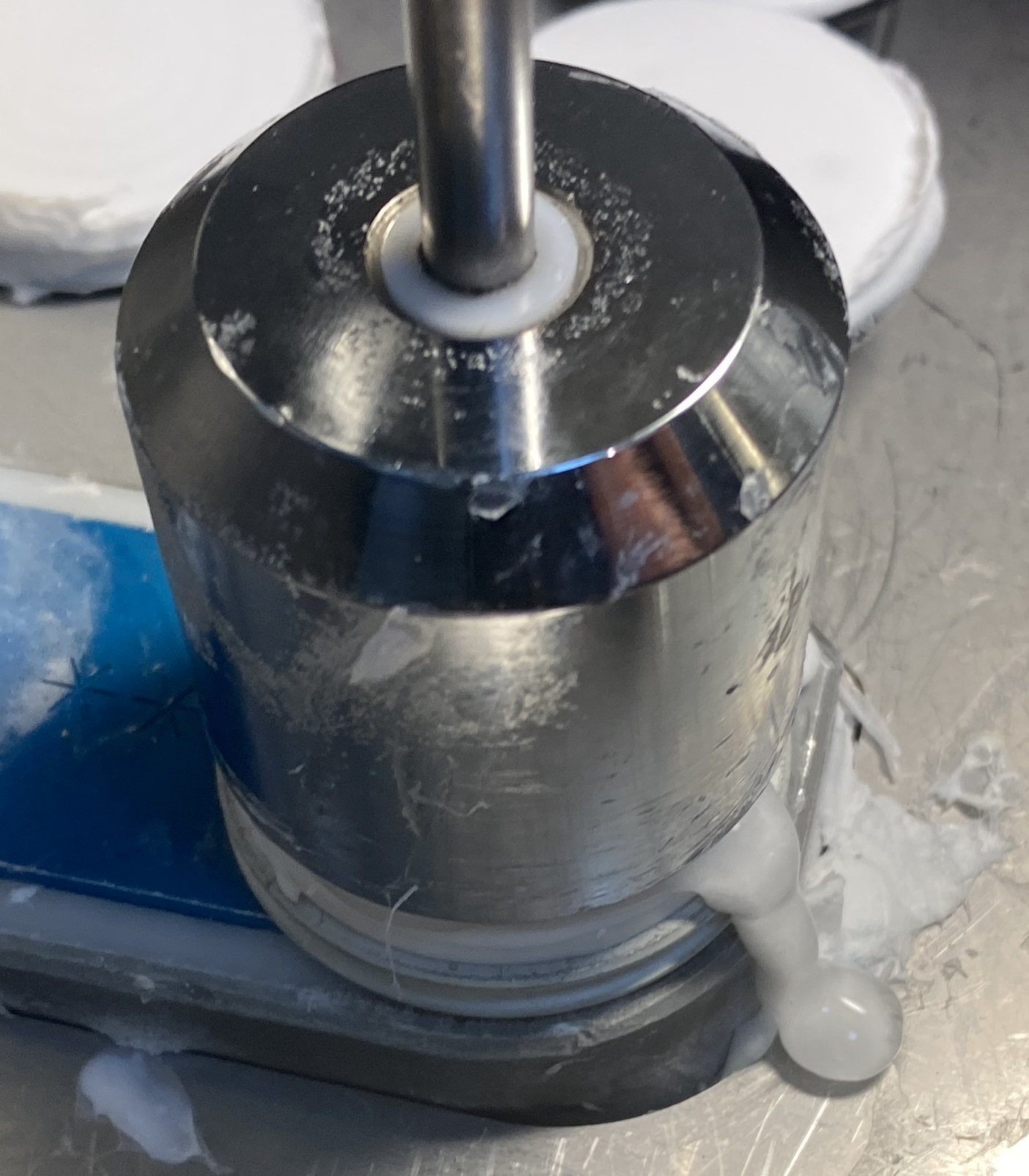
Application d'un conducteur
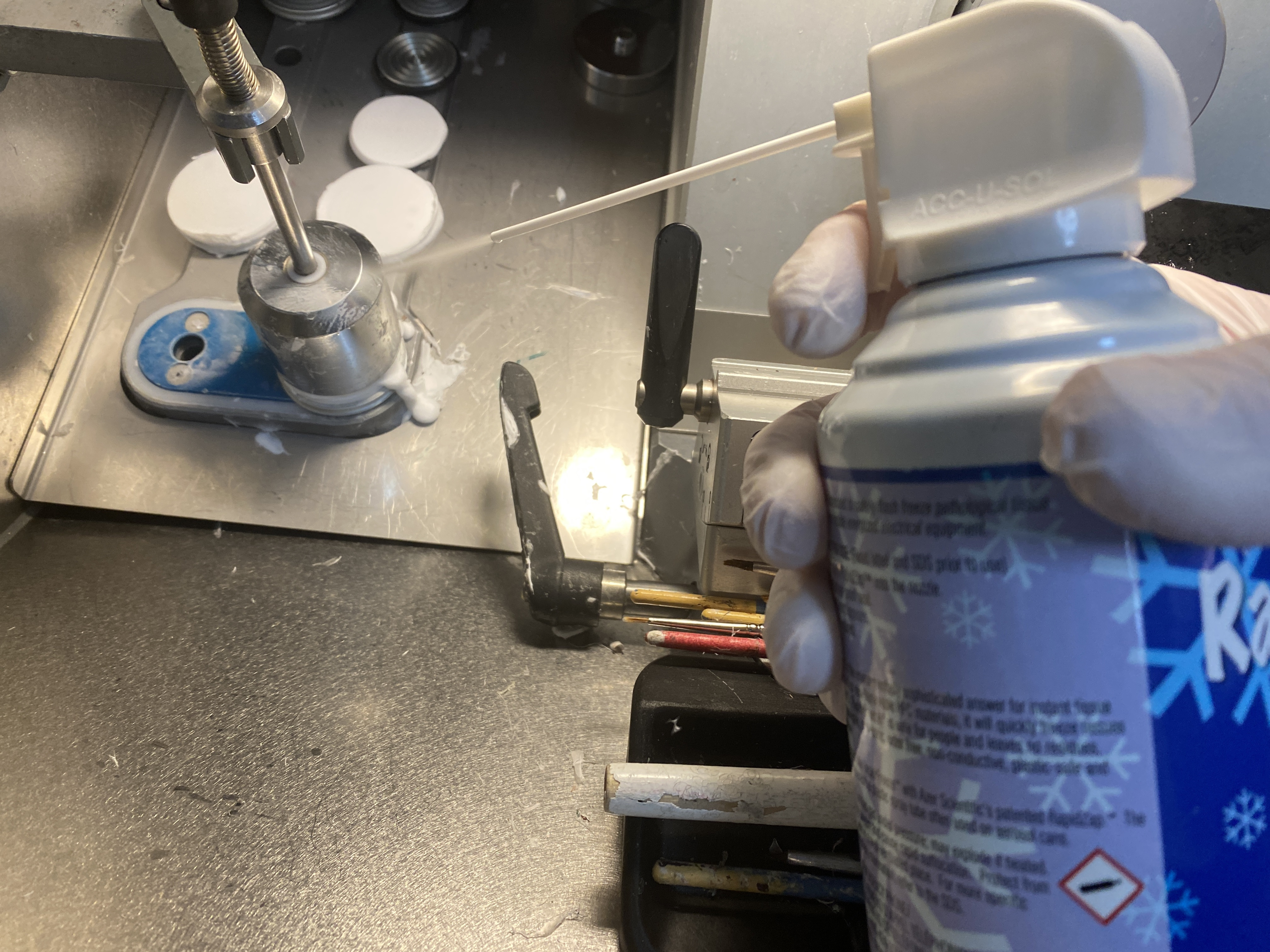
Utiliser un aérosol de congélation pour accélérer le gel si disponible
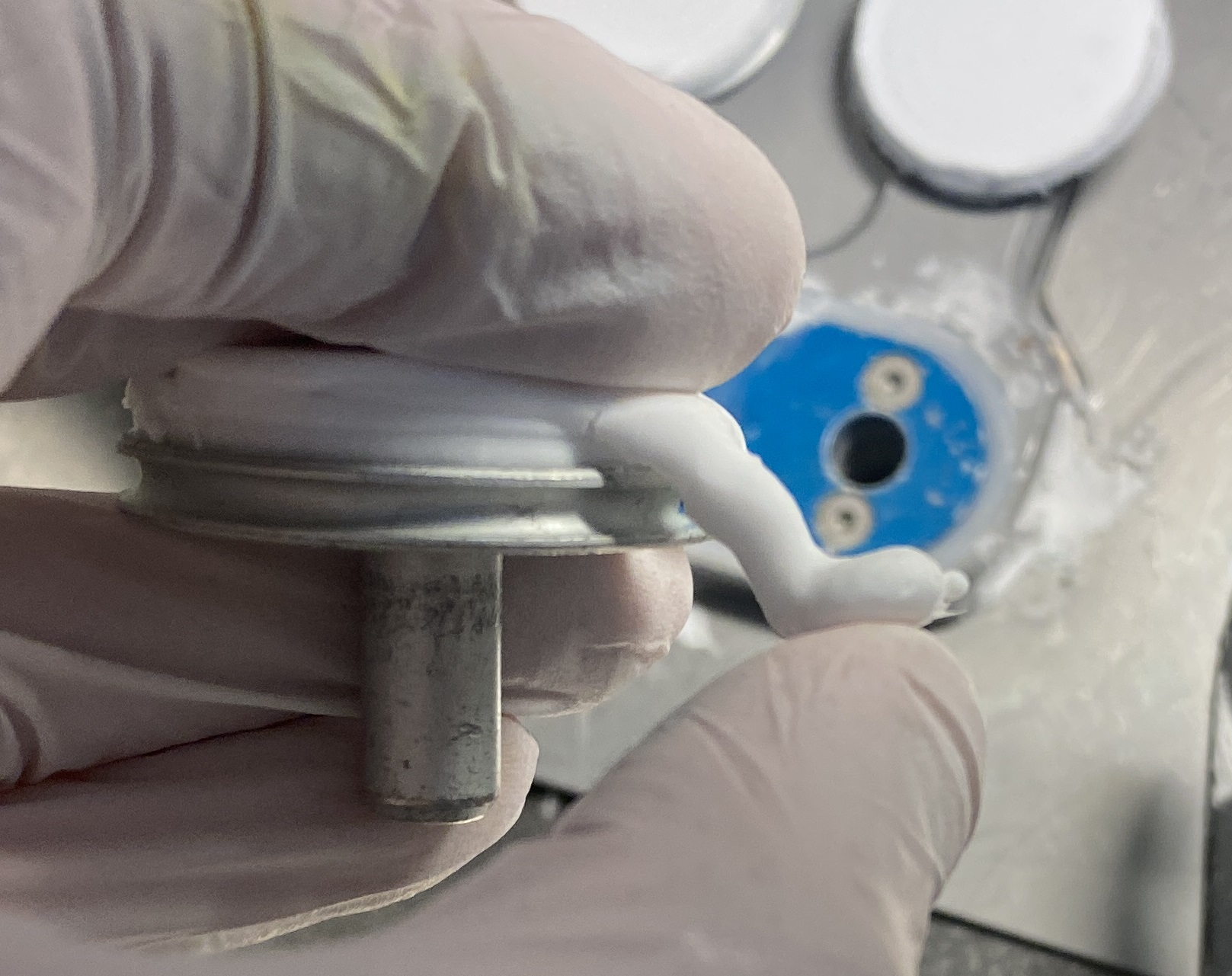
enlever le gel qui dépasse du mandrin
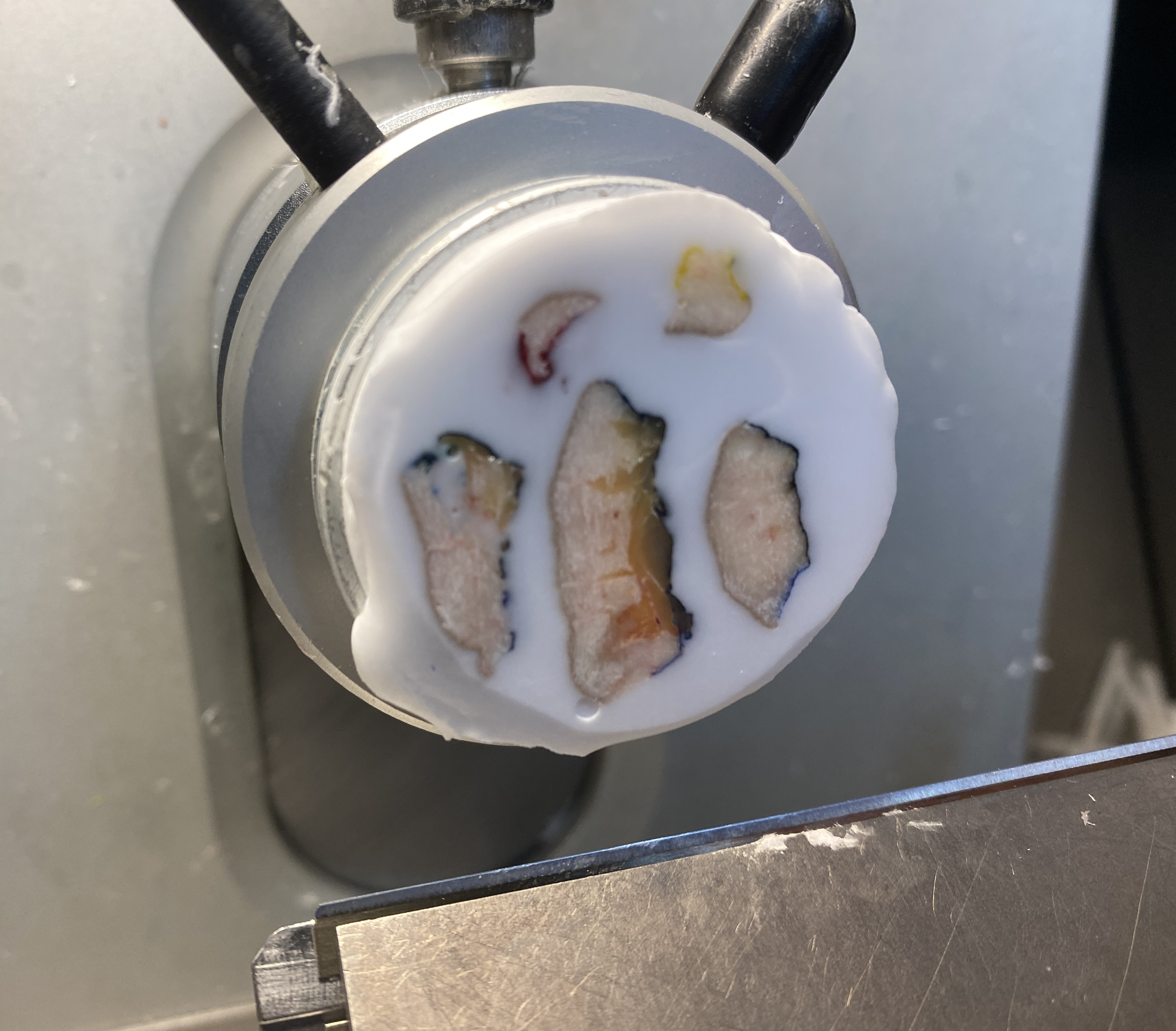
Fixer le mandrin sur le cryotome et couper des sections relativement épaisses jusqu'à ce que toutes les surfaces de tissu d'intérêt soient exposées
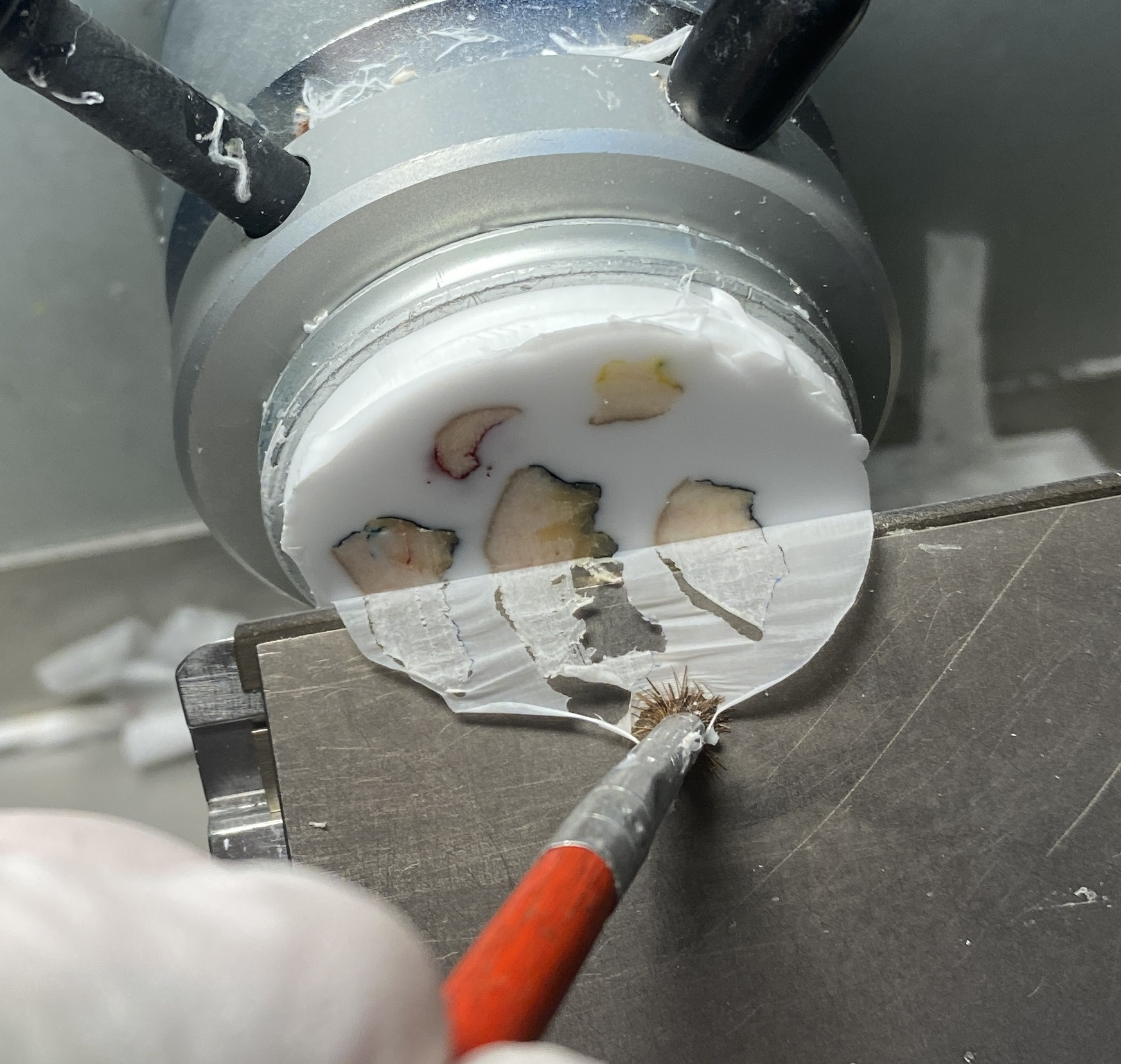
Faire des coupes de l'échantillon en évitant qu'elles se replient sur elles-mêmes
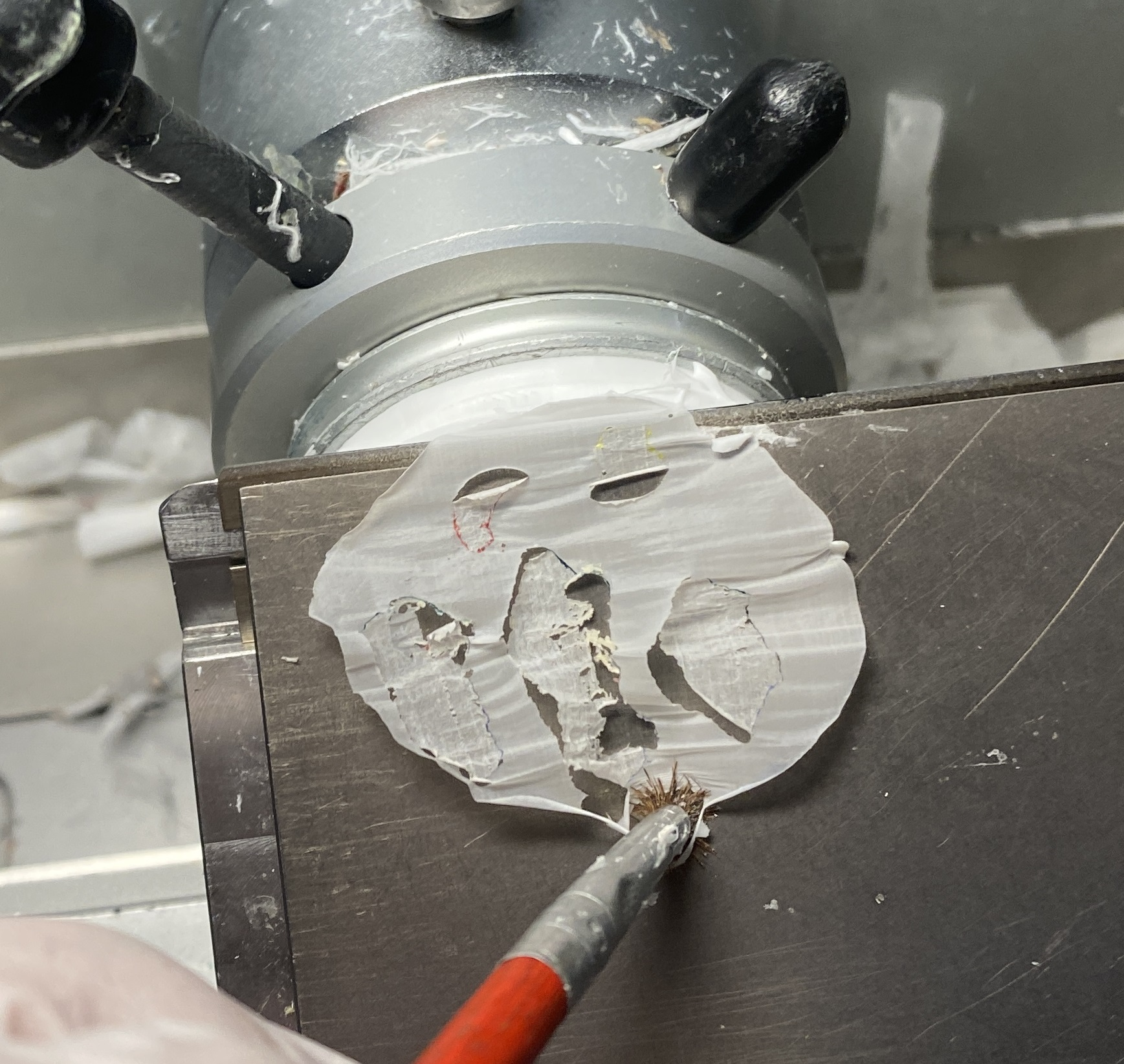
Continuer jusqu'à ce que tous les tissus d'intérêt soient dans la coupe
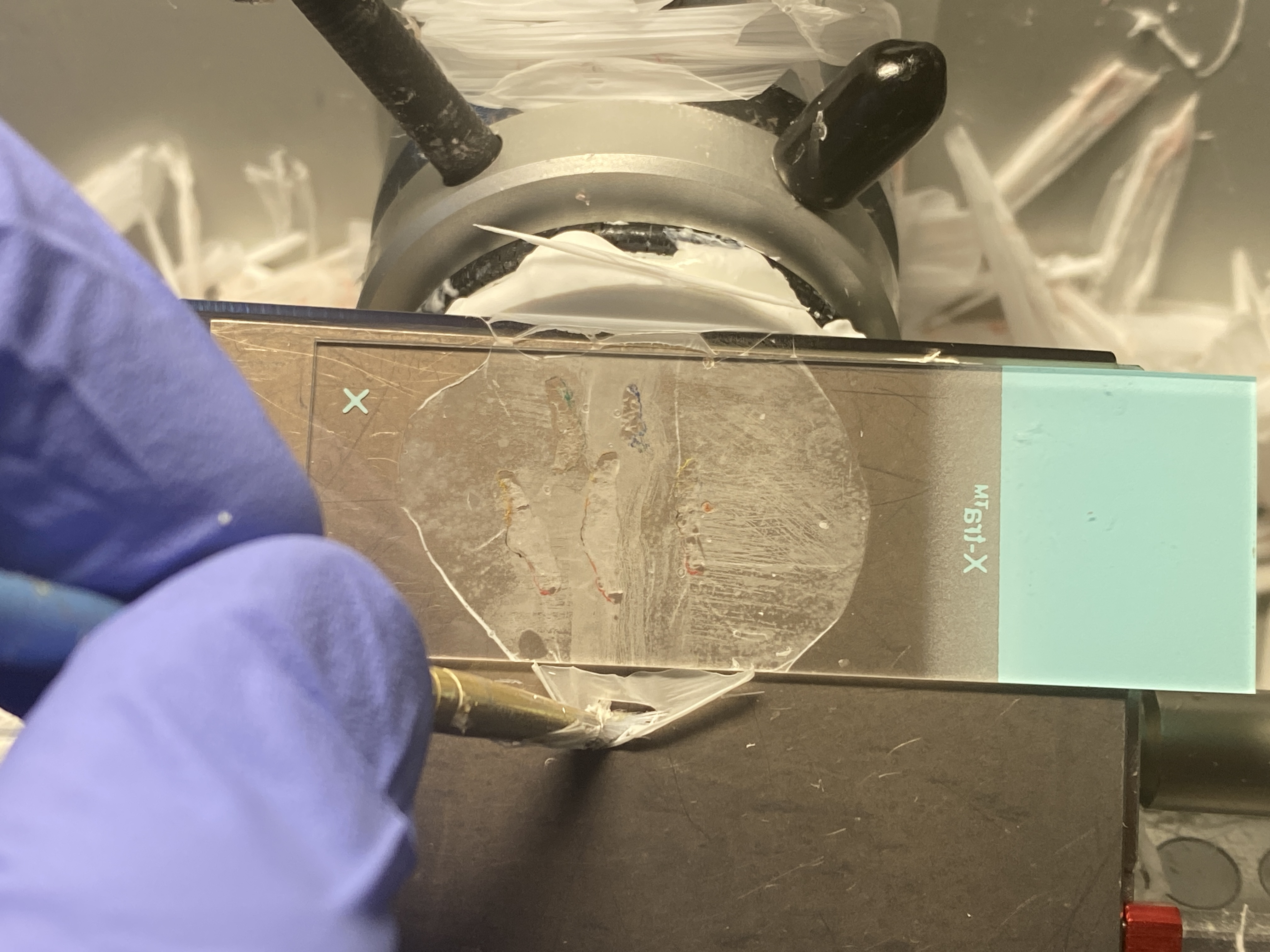
Placer une lame de verre sur le tissu.

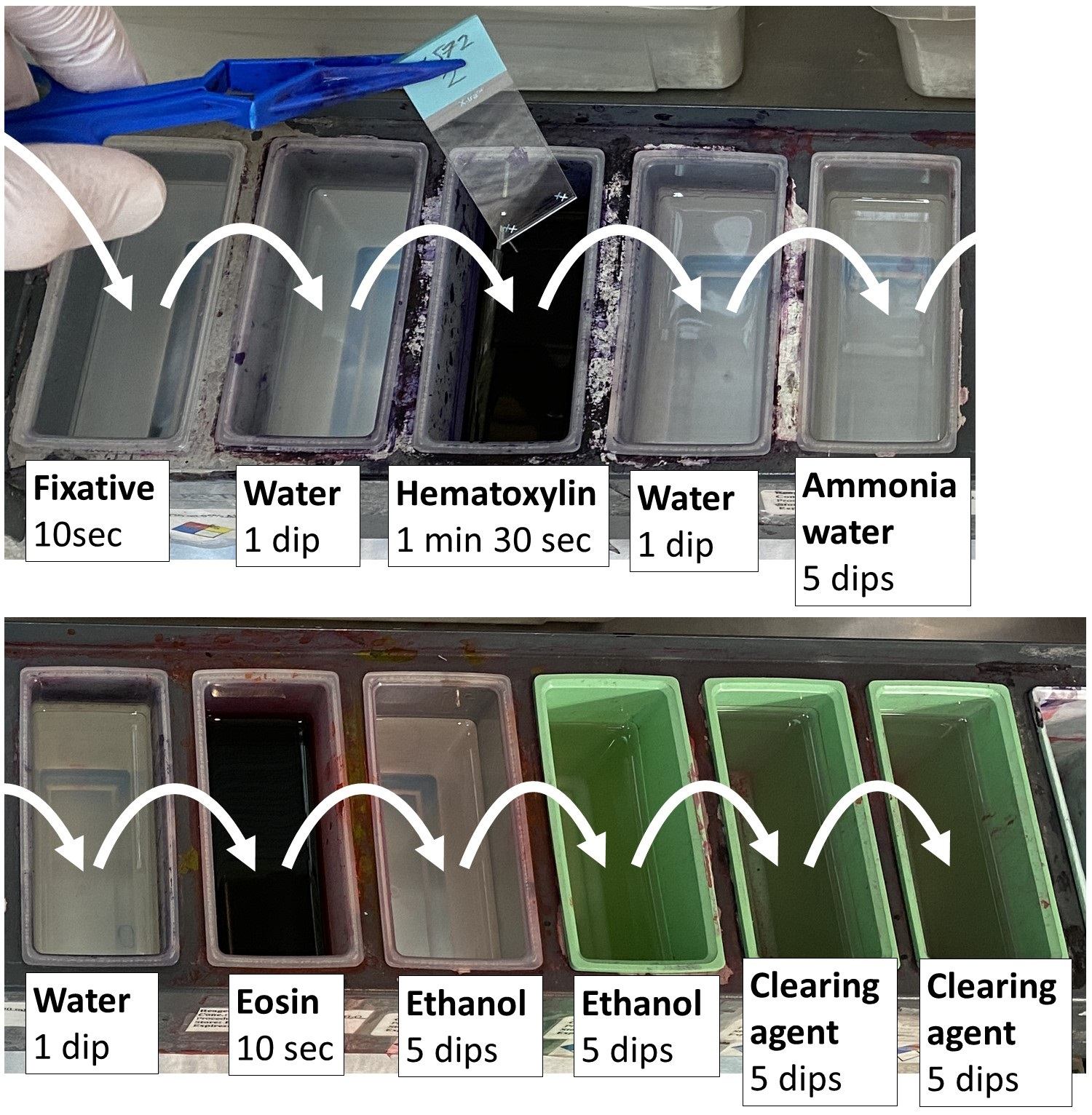
Coloration de la lame.

## Indications
L'examen extemporané est utilisé lors d'une opération, pour guider le chirurgien lors d'une résection, pour choisir entre plusieurs types d'interventions chirurgicales ou encore pour savoir s'il est encore licite de continuer l'opération. Par exemple lors d'une intervention visant à la résection d'une tumeur du colon, si un chirurgien note de multiples nodules dans le péritoine, il peut demander un examen extemporané, car si ce sont effectivement des métastases, il ne sera pas forcément licite de continuer l'opération, car le cancer étant déjà à un stade tardif. Si la tumeur a métastasé, la chirurgie n'est généralement pas curative et le chirurgien choisira une chirurgie plus conservatrice ou aucune résection du tout.
Si une tumeur a été réséquée mais qu'il n'est pas sur que la marge de résection soit saine, un examen extemporané est demandé pour évaluer la nécessité de faire une nouvelle résection pour avoir des marges saine. Dans une procédure de ganglion sentinelle, un ganglion sentinelle contenant du tissu tumoral incite à réaliser un curage ganglionnaire, tandis qu'un ganglion sain évitera une telle procédure.
Si la chirurgie est exploratoire, l'examen rapide d'une lésion peut aider à identifier la cause possible des symptômes d'un patient. Cependant le médecin pathologiste est limité par la mauvaise qualité des lames en extemporané, le résultat est rarement définitif

## Précision du diagnostic
Un examen systématique de Cochrane publiée en 2016 a analysé toutes les études portant sur la précision diagnostique des coupes congelées en extemporané chez les femmes subissant une intervention chirurgicale pour une tumeur suspecte de l'ovaire. L'étude a conclu que pour les tumeurs rapportées clairement comme bénignes ou malignes en extemporané, la précision du diagnostic était bonne. Cependant, pour les tumeurs considérées comme borderline en extemporané, les performances diagnostiques étaient moindres. La revue suggère donc que dans de telles situations d'incertitude, les chirurgiens peuvent choisir d'effectuer une intervention chirurgicale supplémentaire (dans ce groupe de femmes au moment de leur intervention chirurgicale initiale) afin de réduire le besoin d'une deuxième opération, car en moyenne dans cette étude, une femme sur cinq ayant une tumeur borderline en extemporané avait un cancer en analyse finale.